# Абу Джафар аль-Ямани
Абу́ Джафа́р аль-Ямани (араб. أبو جعفر اليمني‎; убит 10 мая 2001 года, Грозный, Чечня, Россия) — террорист йеменского происхождения, подполковник, заместитель командира батальона исламского полка, входил в ближайшее окружение Хаттаба. Член террористической группировки «Аль-Бадр» (араб. البدر‎ — «Полный месяц»).

## Биография
В Чечню прибыл в 1995 году вместе с Хаттабом. Первую чеченскую войну закончил подполковником исламского полка. Во время вторжения боевиков в Республику Дагестан захватил селение Эчеда. 23 апреля 2000 года боевики под командованием иностранцев Абу Джафара и Абу аль-Валида устроили засаду у посёлка Сержень-Юрт в Чечне на российскую бронеколонну 51-го Тульского парашютно-десантного полка, возвращавшуюся с железнодорожной станции с запасом горюче-смазочных материалов. Министр обороны РФ Игорь Сергеев сообщил, что потери федеральной стороны составили 15 человек убитыми, были также подбиты шесть единиц боевой техники. Хаттаб остался недоволен действиями полевых командиров, потерявших людей, не взявших пленных и не собравших трофеи. С того момента Абу Джафар был переведён в ранг мелких командиров, которым подчинялся десяток боевиков. Наёмники йеменца бродили в горах под Ножай-Юртом и Ведено, постоянно меняя места дислокации. Погиб под Грозным на минном поле.